# Homosexualitet i Paris
Den blomstrande ekonomiska expansionen av Belle époque under slutet av 1800-talet och början av 1900-talet gav Paris ett rykte som den bohemiska och erotiska huvudstaden i väst, vilket gjorde det möjligt för queer-kulturer i Paris att blomstra. Ett nätverk av undergroundställen för HBTQ-personer uppstod, inklusive salonger, barer, kaféer och badhus, särskilt i Montmartre och Les Halles. Kända hbtq-profiler i Paris under denna period var Oscar Wilde, André Gide, Paul Verlaine och Jacques d'Adelswärd-Fersen.

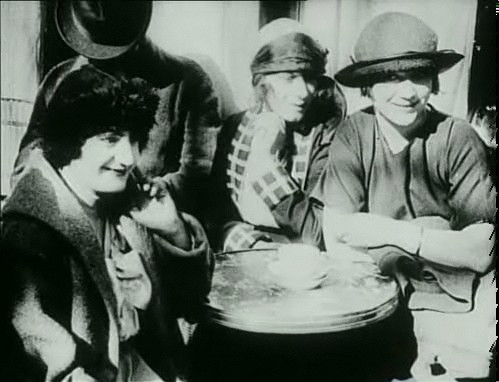
Natalie Clifford Barney med Janet Flanner och Djuna Barnes, lesbiska som höll salonger i Paris
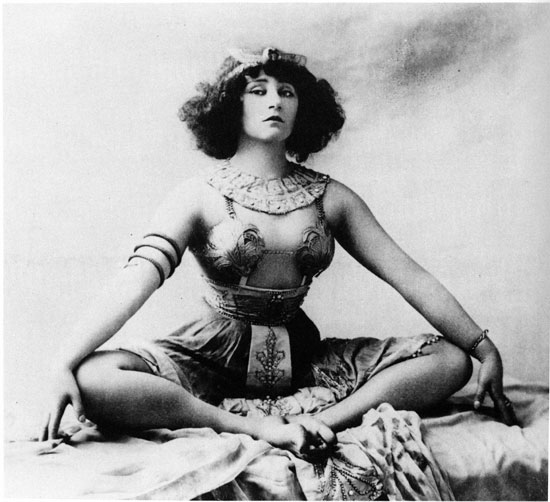
Colette, lesbisk tongivande författare
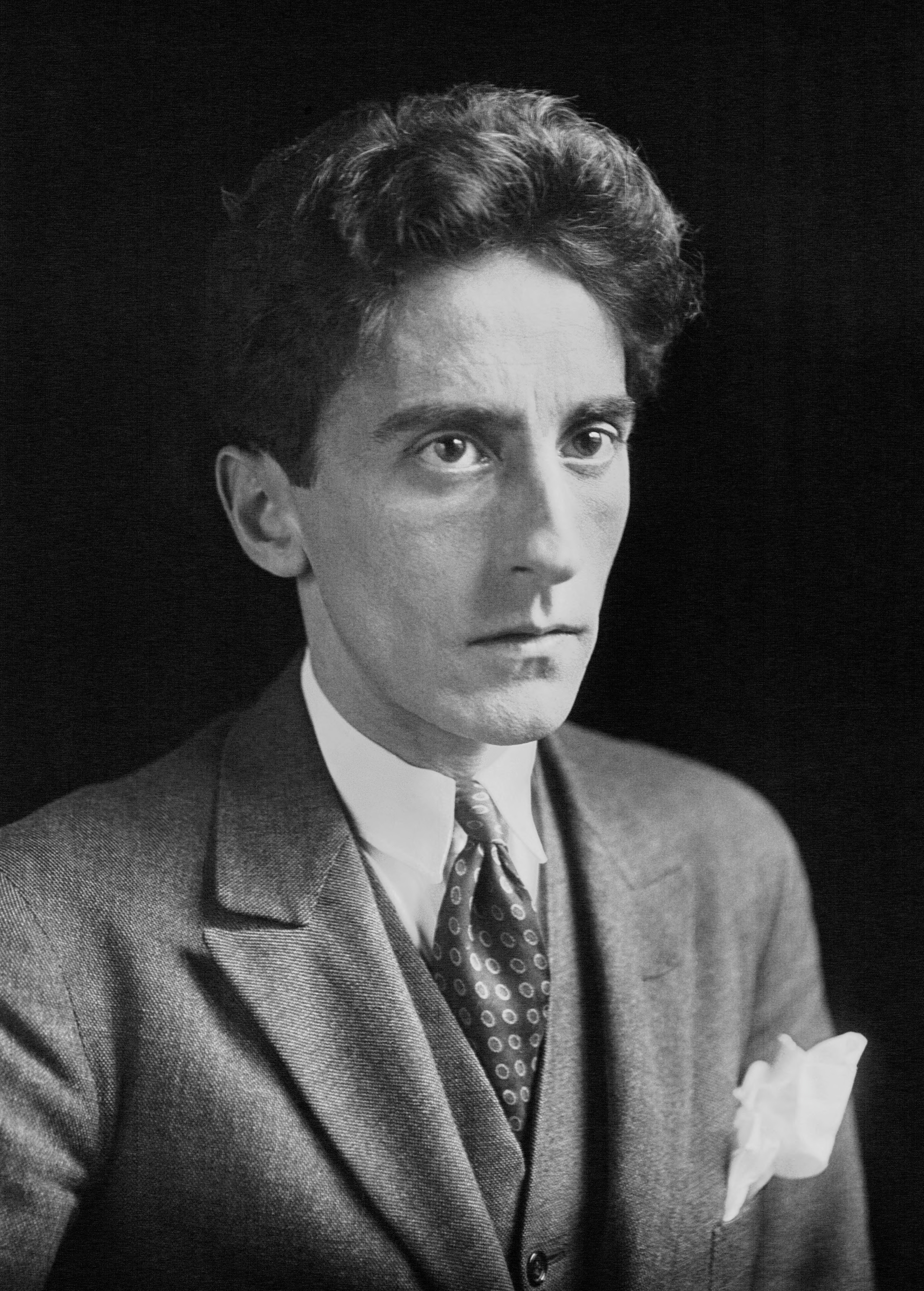
Jean Cocteau, en av Paris mest kända öppet homosexuella
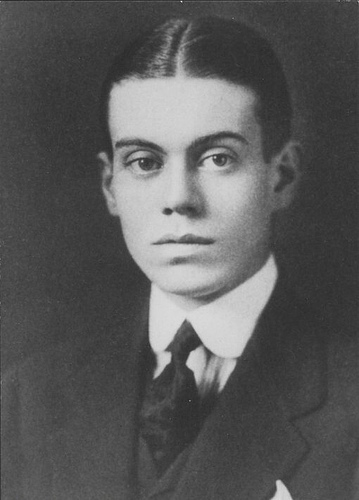
Cole Porter var känd för sina hbtq-fester

Speciellt lesbiska och bisexuella kvinnor såg ökad synlighet under denna period, både i den offentliga sfären och i representationer inom konst och litteratur. Privata salonger i början av 1900-talet drevs t.ex. av amerikanska utflyttarna Natalie Clifford Barney och Gertrude Stein. Colette och hennes älskare Mathilde de Morny, framförde lesbiska teaterscener. Henri de Toulouse-Lautrec  porträtterade parisiska lesbiska och bisexuella underhållare såsom dansarna Louise Weber, Jane Avril och clownen Cha-U-Kao. Författaren Marcel Proust böcker handlade ofta om homosexuella teman och karaktärer. Cole Porter höll regelbundet extravaganta hbtq-fester från 1917 och framåt. Gay nattlivet och dragshower blomstrade under jazzåldern på 1920-talet där Jean Cocteau tillsammans med Raymond Radiguet, Joséphine Baker och Panama Al Brown var en del av hbtq-kulturen. 
När nazisterna slog till mot Berlin på 1930-talet blev Paris ett ännu viktigare centrum för hbtq-livet. På 1940-talet publicerade Jean Genet, fem självbiografiska romaner som var tydliga i sina skildringar av homosexualitet. Under 1950- och 1960-talet tolererade polisen och myndigheter homosexuella så länge beteendet var privat och inte synligt. Den första homosexuella organisationen i Frankrike, Arcadie Association och en tidskrift med samma namn, grundades i Paris 1954 av André Baudry med hjälp av Jean Cocteau och Roger Peyrefitte. James Baldwin skrev boken Giovanni's Room 1956, inspirerad av hbtq-scenen i Paris. 1971 grundades Front homosexuell d'action revolutionaire av bl.a. Françoise d'Eaubonne. 1976 visade öppet homosexuella Jean-Paul Gaultier sin första kollektion. 1977 började Pierre et Gilles ha utställningar med hbtq-tema och 1981 startade Paris Pride.